# Ctenichneumon nitens
Ctenichneumon nitens är en stekelart som först beskrevs av Christ 1791. Ctenichneumon nitens ingår i släktet Ctenichneumon och familjen brokparasitsteklar. Arten är reproducerande i Sverige.

## Underarter
Arten delas in i följande underarter:
- C. n. rufigaster
- C. n. hebraicator